# Jack Lummus

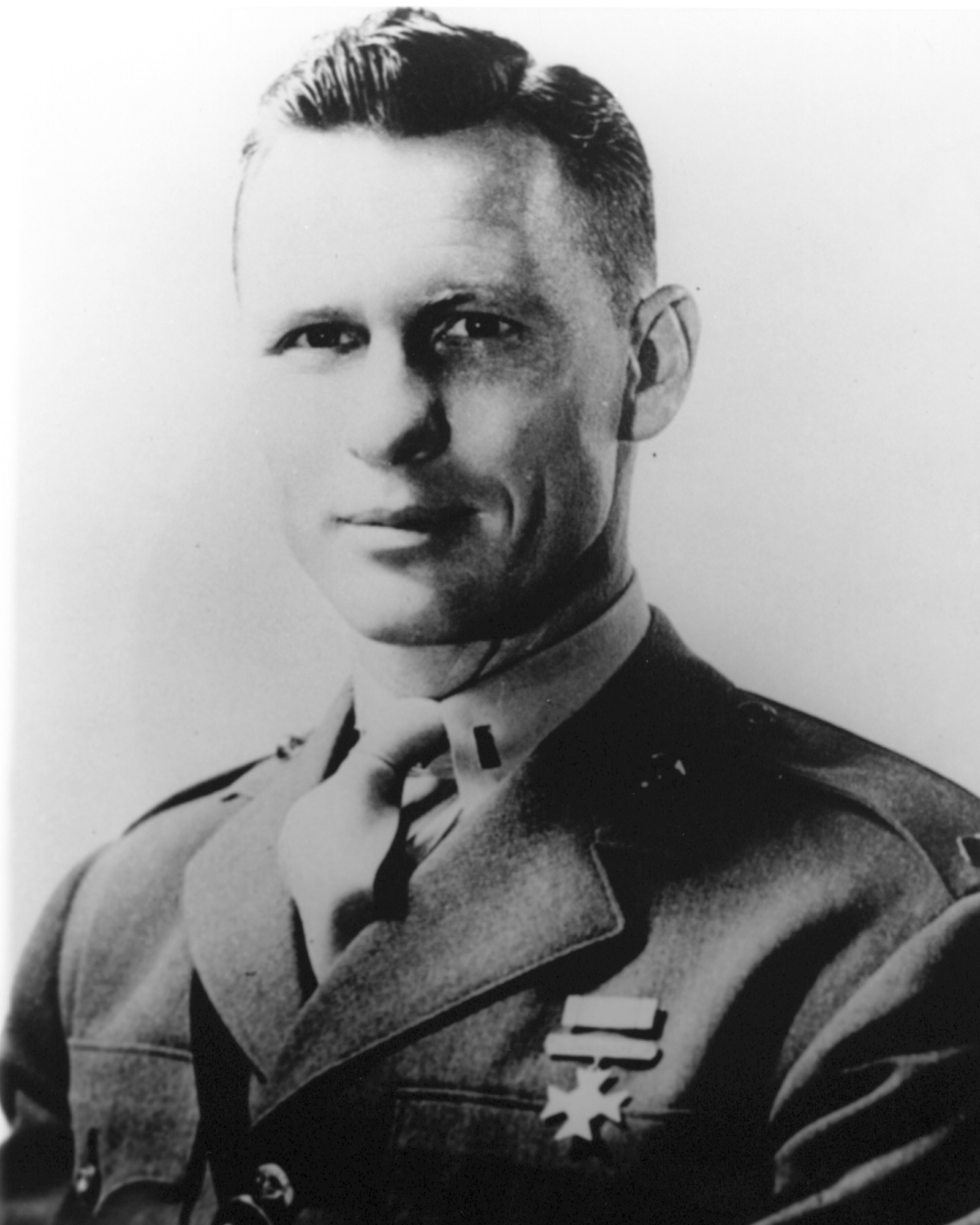
Jack Lummus

Andrew Jackson (Jack) Lummus (Texas, 22 oktober 1915 – Iwo Jima, 8 maart 1945) speelde football bij de New York Giants en was officier in het United States Marine Corps. Hij sneuvelde gedurende de Tweede Wereldoorlog tijdens de landing op Iwo Jima. Hiervoor ontving hij een Medal of Honor.

## Levensloop
Hij is geboren op een katoenplantage in Ellis Country, Texas. Zijn ouders waren Andrew Jackson Lummus, Sr. en Laura Francis Lummus en hij was de enige zoon en de jongste van in totaal vier kinderen.
Op school was hij een sterspeler in football en atletiek maar kort voor zijn afstuderen stopte hij met school omdat zijn familie tijdens de Grote Depressie verspilling vond geld te besteden aan de benodigde kleding en foto. Met behulp van sportbeurzen kan hij zijn studie uiteindelijk afronden op het Texas Military College en daarna vanaf 14 september 1937 op Baylor University. Op Baylor werd hij gezien als de beste middenvelder die er ooit had gespeeld. Nog tijdens zijn periode bij deze universiteit sloot hij contracten met de Wichita Falls Spudders en de New York Giants.
Lummus stopte met zijn studie na een bezoek van een wervingsbezoek aan school van de Army Air Corps in mei van 1941 om uiteindelijk vlieglessen te gaan nemen. Op Hicks Field, zo'n 65 kilometer ten noordwesten van Fort Worth, kreeg hij les. Zijn eerste solovlucht verliep prima, maar tijdens taxiën na de landing raakte hij per ongeluk een hek. Dit betekende direct het einde van zijn vliegcarrière.
Hierna ging hij naar het trainingskamp van de New York Giants in Superior (Wisconsin). Als nummer negenentwintig speelde hij uiteindelijk als 'rookie' negen wedstrijden. Op 7 december 1941 speelden de Giants tegen hun aartsrivalen, de Brooklyn Dodgers. Tijdens deze wedstrijd kwam bij de aanwezige pers het nieuws binnen van de aanval op Pearl Harbor.
Na de laatste wedstrijd van het seizoen nam Jack Lummus op 30 januari 1942 dienst bij de Marine Corps Reserve. Na een periode waarin hij bij verschillende baseball clubs speelde en onder andere door een studie aan de Officers Training School in Quantico bevorderd was tot second lieutenant kwam hij uiteindelijk terecht bij de Marine Raiders, een elite-eenheid van de Marine Corps. Via Hawaï kwam zijn eenheid vervolgens terecht in de landing op Iwo Jima.
Als onderdeel van de eerste landingsgolf op 19 februari 1945 landde hij om negen uur 's ochtends op het strand met de naam 'Red One'. Na twee weken van onafgebroken gevechten tegen ingegraven Japanners leidde op 8 maart het peloton, waarover hij een aantal dagen eerder het commando had gekregen, een aanval op een aantal versterkte stellingen aan de noordkant van het eiland. Direct hierna raakte hij beide benen kwijt door een landmijn.
Zijn uitspraak "Well, doc, the New York Giants lost a mighty good end today." tegen de arts die hem behandelde (Thomas M. Brown) is in Amerika bekend geraakt. Hij overleed op de operatietafel aan zijn verwondingen en in de brief aan zijn moeder schreef zijn meerdere onder andere: Ik zag Jack kort nadat hij gewond geraakt was. Rustig, kalm en berustend zei hij "The New York Giants hebben een goede man verloren." En dat hebben we allemaal.
Jack Lummus ontving een Medal of Honor voor zijn daden op Iwo Jima.